# De vier Mullers
De vier Mullers is een Nederlandse film uit 1935 onder regie van Rudolf Meinert. De film is gebaseerd op het toneelstuk Schottenring met Lily Bouwmeester, Cor Ruys en Louis de Bree, dat veel succes had als Jiddische volksklucht. De film is een van de zes simultaanfilms die in Nederland werden geproduceerd.

## Verhaal
De film gaat over grootvader Philip, vader Max en zoon Otto Müller. Max is de directeur van de textielbedrijf Müller & Zoon. Dit tot groot ongenoegen van Philip, een oude maar levendige man die vindt dat zijn zoon weinig bakt van zijn baan. Dit is volgens hem te wijten aan de conservatieve gedachten van Max. Daarom botst Max vaak met zijn zoon Otto, een moderne jongeman die ooit het familiebedrijf over zal nemen van zijn vader. De concurrentiestrijd tussen de drie wordt vergroot door boodschappenjongen Jacob Schat, die constant bericht doet bij de drie mannen over de laatste roddels.
Na verloop van duur wordt Otto de samenwerking met zijn vader zat en hij breekt met de zaak. Als Otto en Philip besluiten een eigen bedrijf te beginnen op naam van Otto, wordt hiermee de oorlog tegen Max verklaard. Dit tot groot ongenoegen van Ella, Max' vrouw en Otto's moeder die, hoewel haar huwelijk met haar man niet heel stabiel is, zijn zijde kiest. Ook Mina, die al 24 jaar lang de trouwde huishoudster van de familie is, heeft moeite met de tweedeling. Ondertussen heeft Otto nog een aantal romantische uitstapjes. Hij toont interesse in Henriette Bekker, een dokter in medicijnen en de dochter van een overleden vriend van Philip.
Ella ziet haar zoon daarentegen liever met Daisy Rix, de dochter van een machtige Amerikaanse directeur van een fabriek. Hoewel Otto als een blok is gevallen voor Henriette, kan hij zijn gevoelens voor Daisy niet onderdrukken. Dit gaat Henriette niet onopgemerkt voorbij, met als gevolg dat ze kwaad vertrekt. Ondertussen vertelt Max aan Jacob dat, tenzij hij Otto ervan kan overtuigen met Daisy te trouwen zodat de Müllers partnerschap verwerven met het bedrijf van Rix, hij van plan is het bedrijf van Philip en Otto in brand te steken.
Grootvader Philip kan de concurrentie met Max op den duur niet meer volhouden en maakt een einde aan de strijd. Uiteindelijk besluiten alle Müllers zich samen te bundelen tot één bedrijf: Müller & Zonen.

## Rolbezetting
| Acteur                  | Personage                |
| ----------------------- | ------------------------ |
| Adolf Bouwmeester       | Grootvader Philip Muller |
| Jacques van Bijlevelt   | Vader Max Muller         |
| Tilly Perin-Bouwmeester | Ella Muller              |
| Johannes Heesters       | Otto Muller              |
| Johan Kaart             | Jacob Schat              |
| Cissy van Bennekom      | Henriette Bekker         |
| Minny Erfmann           | Daisy Rix                |
| Gusta Chrispijn-Mulder  | Mina                     |
| Jan van As              | Hofman                   |
| Louisa Ghijs            | Niet vermeld             |
| Johan Schmitz           | Idem                     |

## Achtergrond
In de tijd dat de film werd uitgebracht, was het gebruikelijk in de filmindustrie om films op te nemen in meerdere talen. De Vier Mullers is een Nederlandse verfilming van Alles für die Firma (1935) en werd opgenomen in de Schönbrunnstudio's in Wenen. De crew ging met hoge moed naar Wenen, hopend veel van die studio te leren. Tilly Perin-Bouwmeester, een van de spelers, schreef: 'Het is een hemelsbreed verschil met de Cinetone, dat rustige werken van het technisch persoon hier. Er heerst hier een discipline, die wij in Holland niet kennen en die toch aangenaam aandoet en je rust geeft, die zo nodig is om je werk goed te doen.'
Niet iedereen sprak enthousiast over de film. Cissy van Bennekom barstte in tranen uit toen ze het scenario las. Met tegenzin vertrok ze naar Wenen, waar ze een longontsteking opliep. Over haar samenwerking met Johannes Heesters was de actrice niet te spreken. Ze vertelde dat hij 'zichzelf bloedernstig nam en in het geheel geen kritiek kon verdragen en geen zelfspot had'. Johan Kaart sprak daarentegen positief over Heesters en vertelde dat met de acteur 'goed te werken' viel en dat hij een 'aardige jongen' was.
De film was omstreden in Nederland, maar werd een enorm succes in het buitenland. Het was tijdens de Tweede Wereldoorlog dan ook een van de weinige films die niet verboden werden door de Duitsers. In Nederland reageerde de pers meedogenloos. Recensent van Het Volk noemde de film 'onnationaal en cultuurloos'. Tegenwoordig wordt hij door menig criticus ook wel omschreven als 'houterig' en 'theatraal'. Enkele lof ging naar Johan Kaart, om zijn 'komische uitstraling', en Johan Heesters, om zijn 'charme'.
In 2008 bracht het Nederlands Filmmuseum de film uit op dvd, ter ere van een bezoek van Johannes Heesters aan Nederland toentertijd. De acteur werd het allereerste exemplaar overhandigd.